# Ixo Rai!
Ixo Rai! va ser un grup de rock aragonès, en actiu del 1988 al 2002. Cantaven principalment en castellà, tot i que també van escriure cançons senceres i algunes parts en aragonès i català.

## Trajectòria
Ixo Rai! va actuar per primera vegada a la Cincomarzada de 1988. Es va formar el grup abans del concert i es va dissoldre després. Mesos més tard, a les Festes del Pilar de Saragossa es va repetir una situació semblant: faltava un grup per completar el cartell i novament se'ls va requerir. Va ser llavors quan se'ls va preguntar pel nom del grup, ja que encara no en tenien: ixo rai! (en aragonès: tant és!) va ser la resposta. Atès que el grup es tornaria a dissoldre després del concert, era igual el nom que tinguessin.
Aquesta actuació els va servir d'aparador davant del públic i aviat van haver de començar a assajar per a presentar amb dignitat la seva música a les festes majors de barris i pobles que els convidaven. A partir d'aquest moment, el grup va fer servir com a local d'assaig els soterranis de la Federació d'Associacions de Barris de Saragossa. En aquests primers anys d'existència del grup van haver de bregar amb la confusió que el seu propi estil musical creava. De fet, aquest mondongo, com ells l'anomenaven, era una dels seus trets d'identitat. Van barrejar jotes amb ska, bateries amb dolçaines i saxos amb gaites.
El 1992 van tocar en un concert «contra l'Europa del capital», amb Reincidentes i Piskerra, i a l'agost van anar a tocar un mes a l'Exposició Universal de Sevilla de 1992. Un any després, el 1993, van editar el seu primer disc, Mosica & Mondongo. Tanmateix, els concerts d'Ixo Rai! reunien milers de persones als pobles on tocaven. El 1995 va publicar ... pasa pues?, el seu segon disc, que vindria acompanyat diverses aparicions televisives a Tele-Bilbao, Televisió Espanyola i fins i tot van gravar l'especial de Reixos de Canal Nou. Van coincidir també amb Celtas Cortos en diversos concerts, omplint el Pavelló Príncipe Felipe de Saragossa. Último grito, el seu tercer disc, va sortir a la venda el 1997, amb la col·laboració de Jesús Cifuentes i José Antonio Labordeta. Dos anys més tard es va publicar Entalto, que va fer-los coneguts fora d'Aragó. El seu darrer concert com a grup en actiu va ser el 30 d'abril del 2002, a l'Auditori de Saragossa.

## Llegat
Ixo Rai! va ser des dels seus orígens un grup de directe. Als concerts es pot comprovar l'esperit festiu però alhora compromès del grup, ja que a les seves lletres, gairebé sempre iròniques i mordaces, mai no han oblidat els mals endèmics d'Aragó (aigua, atur, despoblació, etc.) però tampoc falten temes com ara la insubmissió, Iberoamèrica, l'ecologia, el rebuig a la globalització, la sida, etc.
El 2006 es va publicar un disc d'homenatge a Ixo Rai! titulat Nueba Cozina amb la participació de diversos artistes i grups aragonesos. El disc conté 17 cançons i un vídeo, així com un llibret de fotos.
El setembre del 2021, gairebé vint anys després, el grup va presentar el llibre Ixo Rai! ¡Bendita fue la hora!, escrit pel membre Alfonso Urben. S'hi narra la història de la formació i l'evolució tant de la banda com dels seus integrants. Mig any després tornarien a reunir-se per a fer un primer concert de retrobament, el 23 d'abril de 2022, Dia Nacional de l'Aragó, omplint una vegada més el Pavelló Príncipe Felipe de Saragossa, i l'estiu del mateix any va realitzar una gira de reunió.

## Discografia
- Mosica & Mondongo (1993)
- ...pasa pues? (1995)
- Entalto (1999)
- Del cerdo hasta el rabo (1999)
- Circo Rai (2000)
- Con el agua al cuello (2001)